# Un matrimonio interplanetario
Pour plus de détails, voir Fiche technique et Distribution.
Un matrimonio interplanetario est une comédie de science-fiction italienne sortie en 1910. Le film est écrit, réalisé et interprété par Enrico Novelli (plus connu comme écrivain sous le pseudonyme de Yambo). Il s'agit probablement du tout premier film de science-fiction du cinéma italien, bien qu'il s'agisse d'une comédie (le premier film de science-fiction sérieux — Le danger vient de l'espace — ne sera réalisé qu'en 1958),.

## Synopsis
Aldovino observe le ciel étoilé avec un télescope et découvre sur Mars la belle Yala, qui le découvre à son tour dans son télescope. Tous deux tombent amoureux et veulent se marier.
Aldovino envoie donc un télégramme à Mars et demande sa main à son père. Le père pose toutefois comme condition au mariage qu'Aldovino se pose sur la lune dans un an. L'accomplissement de cette tâche semble impossible. Mais Aldovino et Yala se font construire chacun un vaisseau spatial avec lequel ils atterrissent en même temps sur la lune.

## Fiche technique
- Titre original italien : Un matrimonio interplanetario
- Réalisation : Enrico Novelli
- Société de production : Latium Film (it)
- Pays de production :  Royaume d'Italie
- Langue originale (intertitres) : italien
- Format : Noir et blanc - 1,33:1 - muet - 35 mm
- Durée : 15 minutes (315 mètres)
- Genre : Comédie de science-fiction
- Dates de sortie :
  - France : février 1910